# IC 2488
IC 2488 је расијано звјездано јато у сазвјежђу Једра које се налази на листи објеката дубоког неба у Индекс каталогу.
Деклинација објекта је - 56° 57' 24" а ректасцензија 9h 27m 27,0s. Привидна величина (магнитуда) објекта IC 2488 износи 7,4. IC 2488 је још познат и под ознакама OCL 789, ESO 166-SC14.